# Андрій Кваснинський-Злотий
Андрій Кваснинський-Злотий (або на польський взір Квасницький) герба Пелеш (пол. Andrzej Kwaśniński-Złoty; нар. 1599/1600 — пом. у січні 1665) — архієрей Руської унійної церкви. Архімандрит чернігівський, стародубський й черейський, єпископ смоленський (1640–54, номінально до 1665), адміністратор турово-пінський (1654–65).  

## Життєпис
В серпні 1618 р. він поступив до Браневської єзуїтської колегії, зазначивши притім національність «Ruthenus», належність до ордену василіян та імена батьків: Іван і Софія. Навчався трохи менше року, поки у червні 1619 не був викликаний суперіором до Вільні. Чеський дослідник церкви Ян Крайцар висловив гадку, що Кваснинський продовжив освіту в литовській столиці, тут же його й хіротонізували. 8 жовтня 1624 записався до папського грецького колегіуму св. Атанасія, котрий скінчив у 1628.
Я. Крайцар відкидає звістки, зібрані в 1649 московським дипломатом Григорієм Кунаковим, мовляв, замолоду Кваснинський був православним й учнем смоленського архієпископа Сергія.
Після повернення на батьківщину Злотий проповідував у Луцькій дієцезії. Став архімандритом декількох монастирів, зокрема черейського Троїцького й могильовського Св. Спаса (1653). Саме Черея слугувала резиденцією Кваснинського, як зазначав у листуванні хорватський місіонер Юрій Крижанич, навідуючи Смоленськ в 1647.
Після кончини Льва Кревзи очолив смоленську архієпархію й заходився навертати православних в унію. На відміну від попередника, який вирізнявся ораторським талантом, вченістю і набожністю, Андрій Злотий часто діяв грубо й нетерпляче.
Так, російський гонець Давид Мордасов вказував, що «на третій тиждень великого поста» 1653 р. архієрей вчинив в Дорогобужі й однойменному повіті перевірки того, на яких антимінсах служать священники. Були виявлені як старі московські антимінси часів Іова й Гермогена, так і київських митрополитів — не лише Й. Борецького, а й Петра Могили, себто частка місцевого парафіяльного духовенства зберігала зв'язки з православною церквою. Однак до початку 1650-их рр. єпископу вдалося утвердити свою владу над ним, за винятком хіба що Бізюкового монастиря. 
В 1648 Кваснинський був електором короля Яна II Казимира від Смоленського воєводства. Роком пізніше боронив права уніатів на варшавськім сеймі, дискутуючи з православним митрополитом. Також значився серед претендентів на коад'юторство при хворому Антоні Селяві з правом наступництва, однак Петро Сарацено, друг Ю. Крижанича, що жив тоді на руських землях Речі Посполитої, виступив проти, ставлячи клірику на карб збагачення родичів.
У 1654, після взяття Смоленська царською армією, владика був змушений тікати геть. Селява настановив його натомість турово-пінським адміністратором. Водночас, Злотий продовжив титулуватись архієпископом смоленським. Він навіть силкувавсь вести переговори з московською православною церквою, аби йому вернули кафедру, однак марно.
На новому місці Кваснинський зіткнувся з жорсткою протидією лещинського православного архімандрита Йосифа Нелюбовича-Тукальського. Найпуще ж дошкуляли козацькі наїзди й татарські наскоки: під час одного з таких, 5 жовтня 1655, було спалено маєток архієрея і пожаковано кафедральний собор. 
З актових документів відоме ім'я Івана (Яна) Кваснинського, підстолія берестейського, — Андрієвого племінника.